# Estação Recife
A Estação Recife é uma das estações do Metrô do Recife, situada em Recife, ao lado da Estação Joana Bezerra. É uma das estações terminais da Linha Centro e da Linha Sul do Metrô do Recife.
Foi inaugurada em 1985 e atende toda a região leste do bairro de São José.

## História
A Estação Recife do Metrô do Recife fica ao lado da Estação Central construída pela Great Western em 1885 para fazer parte da antiga Linha Sul, ou como também fora chamada: Recife - Maceió. 
No ano de 1971 a edificação que servia à Estação Central passou a abrigar o Museu do Trem. Em 1982 a estação foi desativada para a construção do Metrô do Recife. Uma outra edificação foi criada para a Estação das Cinco Pontas(que antes havia sido demolida, mas foi reconstruída próxima à antiga estação de mesmo nome).
A estação do metrô teve suas obras iniciadas em janeiro de 1983. Em março de 1985 a estação foi reinaugurada, passando a servir a Linha Sul (Recife-Cabo), operada com os trens diesel. Com o tempo foi construída a linha Centro que primeiro chegou a Jaboatão dos Guararapes e após foi sendo prolongada para Camaragibe.

## Características
Formada por 3 plataformas: 2 de embarque e 1 central de desembarque.

## Terminal Integrado (SEI)
A estação possui um terminal integrado (T.I.) com 5 linhas de ônibus operadas pela Empresa Metropolitana:
- 101 - Circular T.I. Recife / T.I. Joana Bezerra (Boa Vista)
- 104 - Circular T.I. Recife / T.I. Joana Bezerra (IMIP)
- 107 - Circular T.I. Recife / Cabugá (PCR)
- 116 - Circular T.I. Recife / Príncipe
- 117 - Circular T.I. Recife / PCR (Cabugá)